# سارة لوغان
سارة بردجز (بالإنجليزية: Sarah Logan)‏ (ولدت سبتمبر 9، 1993) هي مصارعة محترفة أمريكية حاليا موقعة عقد مع دبليو دبليو إي و تصارع في قسم رو تحت اسم الحلبة سارة لوغان. هي في مجموعة فريق ريوت مع روبي ريوت وليف مورغان. هي صارعت من قبل على الدائرة المستقلة تحت الاسم ماري دوبسون المجنونة.

## مسيرتها في المصارعة المحترفة

### الدائرة المستقلة (2011-2016)
بدأت بردجز مسيرتها في المصارعة في عام 2011، تحت اسم الحلبة ماري دوبسون المجنونة، كانت مباراتها الأولى ضد ميكي ناكلز في اتحاد آي دبليو إيه إيست كوست. كما أنها ثبتت فايبر في مباراة فريق من عشرة أفراد في إيه بي دبليو إيه في أول ظهور لها في الاتحاد. ثم صارعت دوبسون للعديد من إتحدات المصارعة المستقلة في جميع أنحاء الولايات المتحدة وأوروبا بما في ذلك بطولة المصارعة إينسينس، والرياضيات النساء شيمر، حلبة الشرف. وفازت أيضا ببطولة جي سي دبليو للفرق في 21 فبراير، 2015، في عرض خذني إلى المنزل من جيه سي دبليو حيث تعاونت بردجز مع الرجل المجنون باندو لهزيمة ذا هوليغانز للفوز بالبطولة.

### دبليو دبليو إي (2014-الآن)

#### الظهورات المبكرة (2014-2015)
ظهرت بردجز في حلقة 1 سبتمبر 2014 من رو كفنانة مكياج لـذا ميز قبل الظهور في دور متحدث في نوفمبر 2014 كمديرة امتياز. في عام 2015، ظهرت بردجز في دور غير متحدث على سماكداون و رو التاليين في إعلان لنياغرا (محاكاة ساخرة من الفياغرا) يضم ذا ميز و داميان ميزداو. كما ظهرت العديد من المرات كروزبود لآدم روز. في حلقة 29 أبريل، 2015 من إن إكس تي، واجهت بيكي لينش في جهد خاسر.

#### فريق الريوت (2017-الآن)

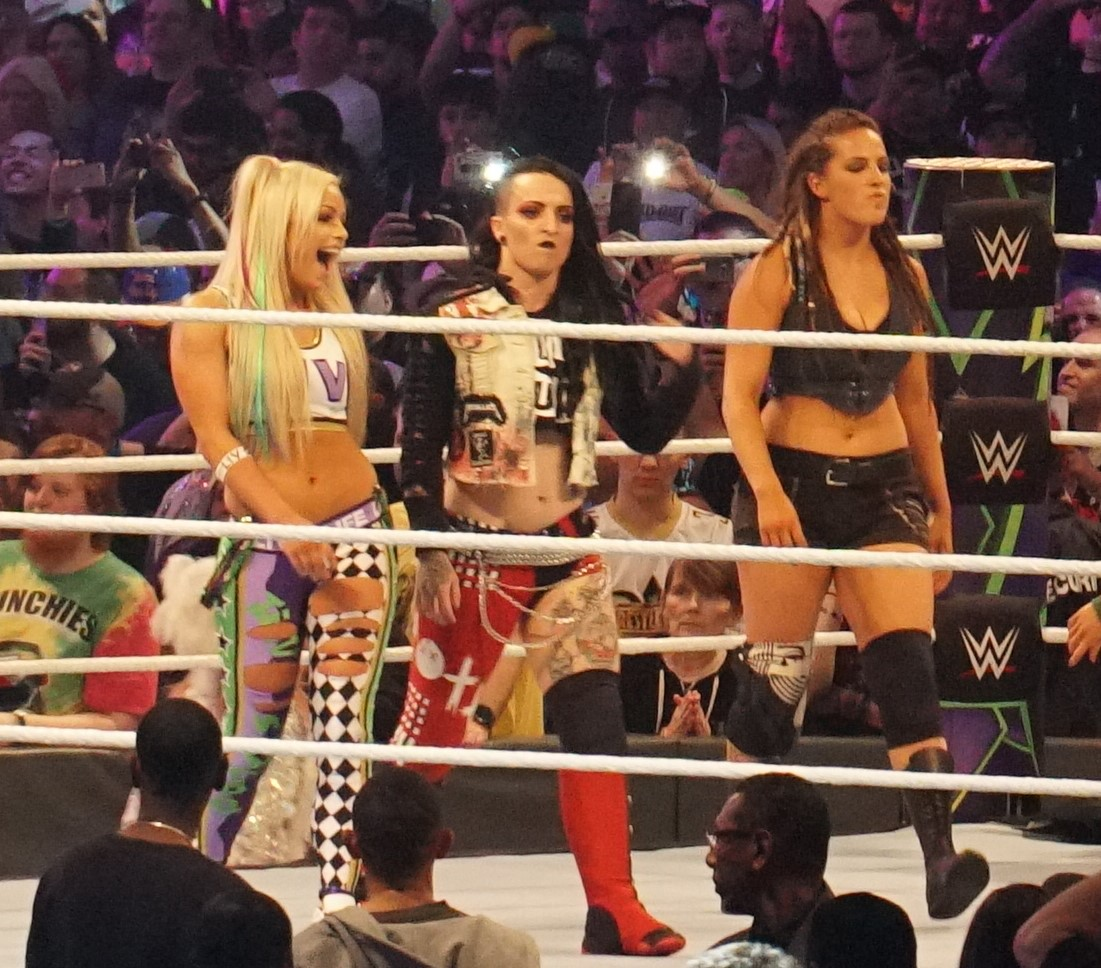
فريق الريوت في راسلمينيا 34

## الحياة الشخصية
لوغان مخطوبة من مصارع الدبليو دبليو إي ريموند روه.

## البطولات والإنجازات
- تحالف المصارعة الحرة الأمريكي
  - بطولة إيه بي دبليو أيه العالم للسيدات (مرة واحدة)[5]
- جاغالو تشامبيونشيب ريسلنغ
  - بطولة جيه سي دبليو للفرق (مرة واحدة) – مع الرجل المجنون بوندو[6]
- برو ريسلنغ إلوستريتد
  - تم تصنيفها في المركز ال41 في قائمة أفضل 50 مصارعات إناث في 2016
- ريزستانس برو ريسلنغ
  - دوري النساء لذكرى سامويل جيه تومبسون (2015)[4]
  - بطولة آر بي دبليو للنساء (مرة واحدة)[7]

## وصلات خارجية
- سارة لوغان على موقع IMDb (الإنجليزية)
- سارة لوغان على موقع قاعدة بيانات الفيلم (الإنجليزية)
- سارة لوغان على موقع دبليو دبليو إي (الإنجليزية)
- سارة لوغان على موقع WrestlingData.com (الإنجليزية)
- سارة لوغان على موقع CageMatch worker (الإنجليزية)
- سارة لوغان على موقع قاعدة بيانات المصارعة على الإنترنت (الإنجليزية)
- سارة لوغان على موقع عالم المصارعة على الإنترنت (الإنجليزية)
- سارة لوغان على موقع عالم المصارعة على الإنترنت (الإنجليزية)

- ملفها الشخصي في موقع دبليو دبليو إي الرسمي
- سارة لوغان  على فيسبوك.